# Пиршенбрег
Пиршенбрег (словен. Piršenbreg) — поселення в общині Брежиці, Споднєпосавський регіон, Словенія. Висота над рівнем моря: 226 м.